# Produzione secondaria
La produzione secondaria, anche chiamata produttività secondaria, in biologia indica la velocità di immagazzinamento dell'energia da parte degli eterotrofi al netto di ciò che viene utilizzato per il mantenimento delle funzioni metaboliche.
La distinzione tra produzione secondaria lorda e netta è priva di significato perché gli eterotrofi non producono ma assimilano molecole già sintetizzate. I termini produzione secondaria e velocità di immagazzinamento sono sinonimi perché anche se col primo viene indicato un certo accumulo di biomassa esso è sempre riferito a un certo periodo di tempo (in genere è un anno). Infatti l'unità di misura usata per indicare la produttività è: kcal/m²/anno.